# Georg Eduard von Flottwell
Georg Eduard von Flottwell (* 16. Januar 1844 in Bromberg; † 30. Oktober 1894 in Magdeburg) war ein deutscher Fotograf, Architekturfotograf, Porträtmaler und königlicher Lotterieeinnehmer.

## Leben

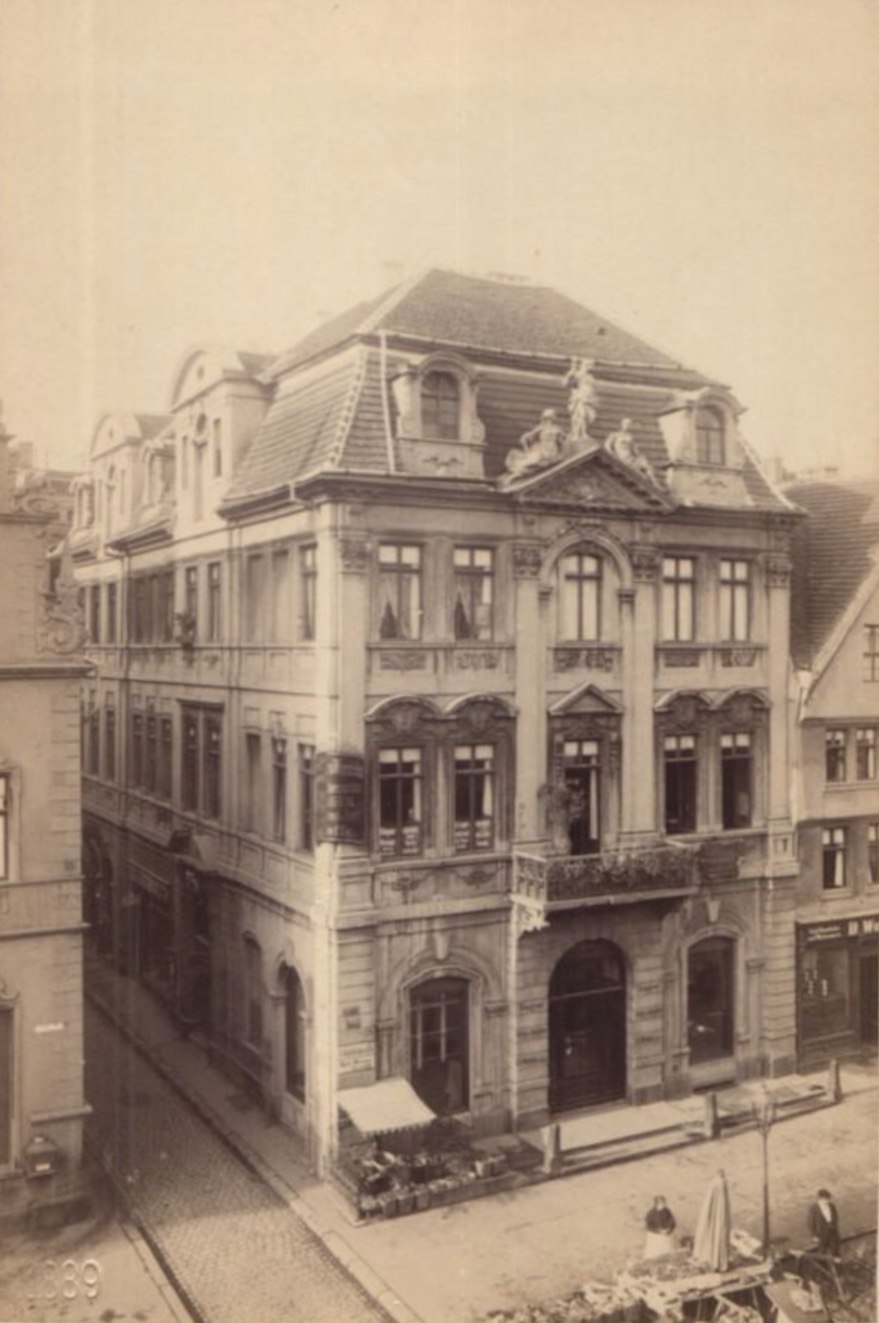
Aufnahme von Flottwells des Lückeschen Hauses auf dem Alten Markt in Magdeburg, 1889

Am 16. Januar 1844 in Bromberg geboren wurde er am 16. Februar 1844 von Pfarrer Grützmacher evangelisch getauft. Flottwells Eltern waren der Elbinger Stadtsyndikus und Fotograf Friedrich Wilhelm Eduard von Flottwell (geb. 22. August 1811 in Insterburg; gest. 11. Dezember 1862 in Danzig) und dessen erste Ehefrau Johanne Dorothea Friederike von Flottwell geborene Behr (geb. 24. April 1813 in Tilsit; gest. 14. Juli 1855 in Danzig) ⚭ 17. Februar 1843 in Tilsit. 
Eduard von Flottwell war Leutnant bei der Seewehr und diente im Deutsch-Französischen Krieg 1870/71.
Georg Eduard von Flottwell heiratete im März 1873 in Magdeburg Ernestine Therese Kauffmann (geb. 8. August 1855 in Strasburg (Uckermark); gest. 1. Februar 1923 in Magdeburg) und ließ sich dort nieder. Aus der Ehe gingen acht Kinder hervor.
Flottwell führte ein Atelier unter dem Namen Eduard von Flottwell als Portraitmaler und Inhaber einer fotografischen Anstalt im Breiten Weg 21/22. Neben Portraitaufnahmen fertigte er auch viele Aufnahmen von Baudenkmälern und Gebäuden Magdeburgs. Sie gelten zum Teil als einzige Aufnahmen aus dieser Zeit. Die Aufnahmen vertrieb er als Mappenwerke, wobei Beschreibungstexte vom Stadtarchivar Max Dittmar verfasst wurden. Er erhielt für seine Fotografien in der Zeit von 1881 bis 1885 mehrere nationale Auszeichnungen, darunter den Ehrenpreis für vorzügliche Leistungen in der Fotografie und den Preis des Deutschen Photographie-Vereins.

## Familie
Aus der Ehe mit Ernestine Therese Kauffmann gingen folgende Kinder hervor:
- Gertrud Elisabeth Ernestine Friederike Marie von Flottwell, geb. 9. Oktober 1875 in Magdeburg
- Ernst Kurt Wilhelm von Flottwell, Versicherungssachverständiger, geb. 20. März 1877 in Magdeburg; gest. 4. Februar 1946 in Berlin
- Margaretha Charlotta Dorothea von Flottwell, Lehrerin, geb. 26. April 1878 in Magdeburg; gest. 29. Juni 1936 in Halle
- Ernst Carl Hans von Flottwell, geb. 28. November 1879 in Magdeburg; gest. 27. November 1898
- Paul Georg Werner von Flottwell, Braumeister, geb. 10. Februar 1881 in Magdeburg, gest. 2. August 1908 in Dortmund
- Katharine Martha Johanna von Flottwell, geb. 11. Juli 1882 in Magdeburg
- Octavia Johanna Coelestina von Flottwell, Lehrerin, geb. 21. September 1883 in Magdeburg
- Helene Sophia Adele von Flottwell, verh. Trinne, Lehrerin, geb. 8. Dezember 1886 in Magdeburg

## Werke
- Magdeburgs Bau- und Kunstdenkmäler, 1892
- Die Bildwerke des Naumburger Doms, 1892 (gemeinsam mit August Schmarsow)